# Abu al-Hasan Ali ibn Othman
Abu al-Hasan Ali ibn Othman, född 1297, död 1348, var regerande sultan av Marocko mellan 1331 och 1348. Han tillhörde marinidernas dynasti.